# Viktor Jakovlevič Bunjakovskij
Viktor Jakovlevič Bunjakovskij (in russo Виктор Яковлевич Буняковский?; in ucraino Віктор Якович Буняковський?, Viktor Jakovyč Bunjakovs'kyj; Bar, 16 dicembre 1804 – San Pietroburgo, 12 dicembre 1889) è stato un matematico russo, membro e successivamente vicepresidente dell'Accademia russa delle scienze.
Contribuì alla meccanica e alla teoria dei numeri, dove enunciò la congettura di Bunjakovskij. Inoltre dimostrò la disuguaglianza di Cauchy-Schwarz nel caso infinito-dimensionale nel 1859, 25 anni prima della dimostrazione di Hermann Schwarz.